# Dobrovolný svazek obcí mikroregionu Záhoran
Dobrovolný svazek obcí mikroregionu Záhoran je svazek obcí v okresu Přerov, jeho sídlem je Rouské a jeho cílem je společná strategie rozvoje obcí /cestovní ruch, územní rozvoj, sociální infrastruktura, školství, životní prostředí. Sdružuje celkem 9 obcí a byl založen v roce 2001.

## Obce sdružené v mikroregionu
- Býškovice
- Horní Újezd
- Malhotice
- Opatovice
- Paršovice
- Provodovice
- Rakov
- Rouské
- Všechovice